# Лиственный (ручей)
Лиственный — река в России, протекает по территории Мильковского района Камчатского края. Длина реки — 14 км.
Начинается к востоку от горы Обрыв. Течёт параллельно Правому Толбачику в юго-западном направлении по местности, поросшей берёзово-лиственничным лесом. Впадает в реку Правый Толбачик слева на расстоянии 107 километров от его устья на высоте 340,1 метра над уровнем моря.
По данным государственного водного реестра России относится к Анадыро-Колымскому бассейновому округу. Код водного объекта — 19070000112220000014561.